# Liu Shiying
Liu Shiying (chiń. upr. 刘诗颖; pinyin Liú Shīyǐng; ur. 24 września 1993 w Yantai) – chińska lekkoatletka specjalizująca się w rzucie oszczepem.
W 2012 została mistrzynią Azji juniorów oraz wicemistrzynią świata juniorów. W 2015 zdobyła złoty medal mistrzostw Azji. Olimpijka z Rio de Janeiro (2016). Finalistka mistrzostw świata w Londynie (2017). W 2018 zdobyła złoto igrzysk azjatyckich, a rok później została wicemistrzynią świata.
W 2021 sięgnęła po złoto podczas igrzysk olimpijskich w Tokio.
Medalistka mistrzostw Chin.
Rekord życiowy: 67,29 (15 września 2020, Shaoxing).

## Osiągnięcia
| Rok  | Impreza                     | Miejsce        | Pozycja           | Wynik |
| ---- | --------------------------- | -------------- | ----------------- | ----- |
| 2012 | Mistrzostwa Azji juniorów   | Kolombo        | 1. miejsce        | 53,02 |
| 2012 | Mistrzostwa świata juniorów | Barcelona      | 2. miejsce        | 59,20 |
| 2015 | Mistrzostwa Azji            | Wuhan          | 1. miejsce        | 61,33 |
| 2016 | Igrzyska olimpijskie        | Rio de Janeiro | el. – 23. miejsce | 57,16 |
| 2017 | Mistrzostwa świata          | Londyn         | 8. miejsce        | 62,84 |
| 2018 | Igrzyska azjatyckie         | Dżakarta       | 1. miejsce        | 66,09 |
| 2019 | Mistrzostwa świata          | Doha           | 2. miejsce        | 65,88 |
| 2021 | Igrzyska olimpijskie        | Tokio          | 1. miejsce        | 66,34 |
| 2022 | Mistrzostwa świata          | Eugene         | 4. miejsce        | 63,25 |
| 2023 | Mistrzostwa Azji            | Bangkok        | 2. miejsce        | 61,51 |
| 2023 | Mistrzostwa świata          | Budapeszt      | 6. miejsce        | 61,66 |
| 2023 | Igrzyska azjatyckie         | Hangzhou       | 5. miejsce        | 57,62 |